# Zamrażarka Laboratoryjna Minus Osiemdziesiąt Stopni dla ISS

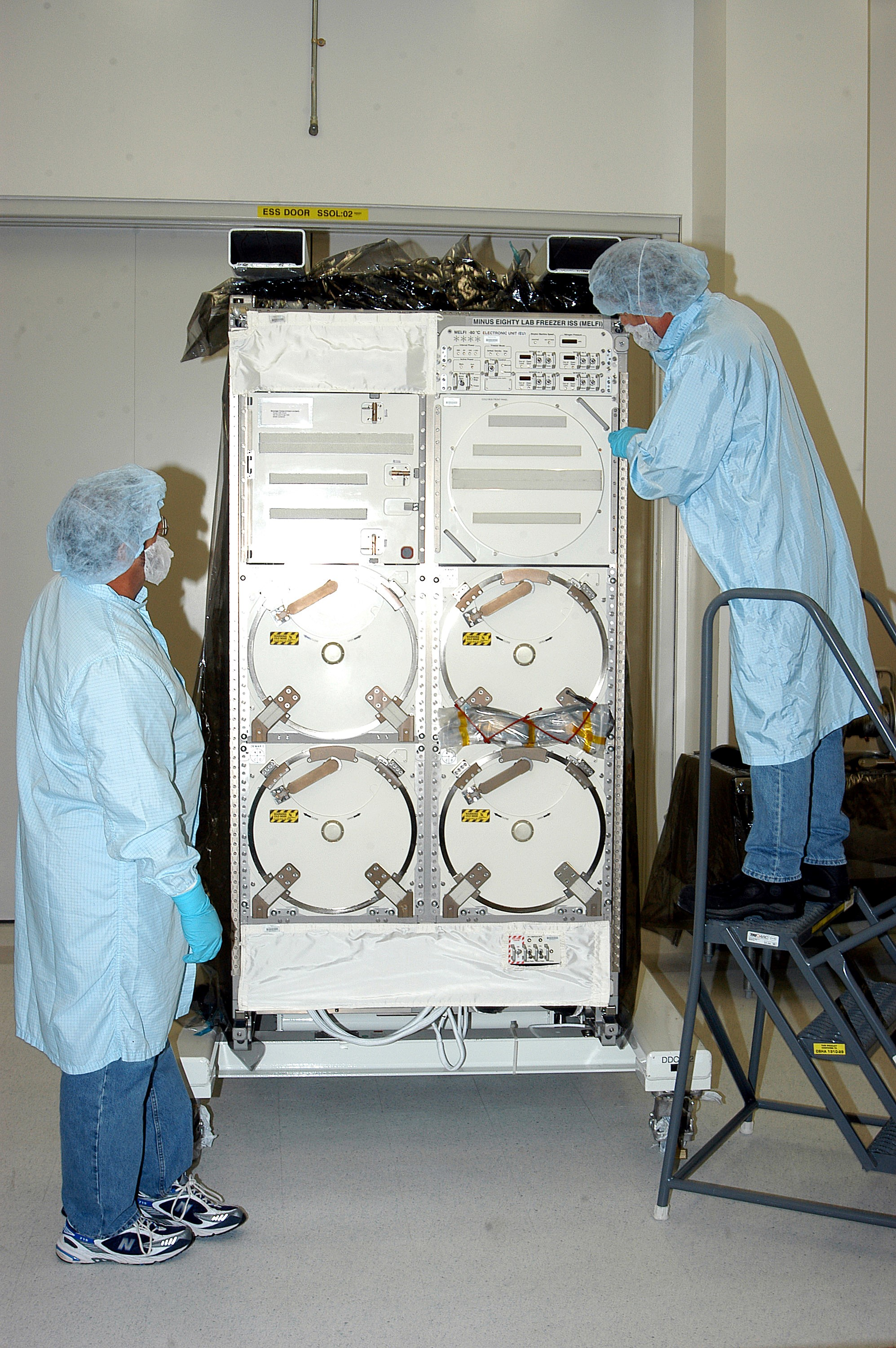
Minus Eighty Laboratory Freezer for ISS

Zamrażarka Laboratoryjna Minus Osiemdziesiąt Stopni (ang. Minus Eighty Laboratory Freezer for ISS – MELFI) – europejska eksperymentalna zamrażarka zaprojektowana do pracy na Międzynarodowej Stacji Kosmicznej. Składa się z czterech niezależnych, izolowanych dewarów (termosów), które mogą funkcjonować w różnych temperaturach. W czasie funkcjonowania na orbicie używane są temperatury −80 °C, −26 °C i +4 °C. W zamrażarce przechowywane są reagenty i próbki. Oprócz przechowywania, zamrażarka zaprojektowana została także do transportu próbek na i ze stacji orbitalnej w środowisku o kontrolowanej temperaturze. Całkowita pojemność zamrażarki to 300 litrów.
MELFI została umieszczona na ISS w 2006 roku w ramach misji STS-121. Została ona zainstalowana w module Destiny i przygotowana do pracy przez Thomasa Reitera. Zamrażarka może być transportowana przez Wielofunkcyjny Moduł Logistyczny, dzięki czemu próbki przygotowane do eksperymentów mogą być przetransportowane na stację bez obawy o ich skażenie lub zniszczenie.
Każdy z dewarów jest cylindrycznym pojemnikiem, izolowanym próżniowo, o pojemności 75 litrów. Komory mogą być dostosowane do transportu próbek różnych rozmiarów i kształtów. Zamrażarka została dostarczona na orbitę z pewną liczbą zapasowych dewarów.
MELFI została opracowana przez Europejską Agencję Kosmiczną. Dwie jednostki zostały dostarczone do NASA, a jedna do JAXA. Dodatkowo skonstruowane zostały jednostki naziemne, które mają służyć do celów treningowych i przygotowywania eksperymentów.
- Waga: 730 kg
- Przewidywany czas funkcjonowania: 10 lat